# Chikka Khed, Gangawati
Chikka Khed là một làng thuộc tehsil Gangawati, huyện Koppal, bang Karnataka, Ấn Độ.